# Ranixalidae
Ranixalidae é uma família de anuros. E composta por 18 espécies e 2 géneros e são encontrados na Índia.

## Gêneros
- Indirana Laurent, 1986
- Sallywalkerana Dahanukar, Modak, Krutha, Nameer, Padhye & Molur, 2016